# Пасербець
Пасербець (пол. Pasierbiec) — село в Польщі, у гміні Ліманова Лімановського повіту Малопольського воєводства.
Населення — 536 осіб (2011).
У 1975-1998 роках село належало до Новосондецького воєводства.

## Демографія
Демографічна структура станом на 31 березня 2011 року:
|          | Загалом | Допрацездатний вік | Працездатний вік | Постпрацездатний вік |
| -------- | ------- | ------------------ | ---------------- | -------------------- |
| Чоловіки | 270     | 87                 | 158              | 25                   |
| Жінки    | 266     | 67                 | 148              | 51                   |
| Разом    | 536     | 154                | 306              | 76                   |